# Надибаидзе, Шалва Георгиевич
Шалва Георгиевич Надибаидзе (25.08.1907, Пассанаури, Грузия — 08.09.1964, Владивосток) — советский хозяйственный деятель, руководитель предприятий и организаций рыбной промышленности. Депутат Верховного Совета РСФСР.

## Биография
Окончил инженерно-экономический факультет Тбилисского университета (1930).
В 1930—1932 гг. на комсомольской работе в Грузии. В 1932—1934 гг. работал на заводе «Красная Заря» в Ленинграде и без отрыва от производства учился в аспирантуре.
Член ВКП(б) с 1932 года. В 1934 г. по партийной линии направлен в Приморье, работал инженером-плановиком, затем заместителем директора на рыбокомбинате острова Попова.
С 1936 г. директор рыбокомбината «Валентин». Арестован 29.12.1937 по обвинению в контрреволюционной деятельности. В 1939 году после ареста Н. И. Ежова, Ш. Г. Надибаидзе освободили «за недоказанностью». В октябре 1939 года назначен директором рыбокомбината «Тафуин» Главвостокрыбпрома. 9 августа 1942 г. за трудовой героизм рыбокомбинату «Тафуин», первому на Дальнем Востоке, было вручено Красное знамя Государственного Комитета Обороны СССР, а также выплачена премия в размере 500 тыс. руб. Ш. Г. Надибаидзе выступил инициатором экспедиционного лова ценных пород рыб. Тафуинские рыбаки первыми в Приморье освоили удалённые от берега районы лова в Татарском проливе, у острова Монерон и других отдалённых районах Японского и Охотского морей.
При Ш.Надибаидзе начался переход от прибрежного промысла к активному морскому рыболовству, определивший направление дальнейшего развития отрасли на многие годы вперед. Генеральным направлением, на взгляд Надибаидзе, должны были стать развитие океанического рыболовства, строительство крупнодобывающего флота: траулеров, плавучих консервных заводов, плавучих рыбообрабатывающих баз. При Ш.Надибаидзе по ряду направлений добыча удвоилась, активно развивались судостроение и развитие портов. Надибаидзе возглавлял группу конструкторов в Минсудпроме.
В 1945—1951 гг. зам. начальника и начальник Главприморрыбпрома. В 1951—1953 гг. начальник Главкамчатрыбпрома. В 1953 году был обвинён в нарушениях хозяйственной дисциплины, снят с должности и назначен директором Колпашевского рыбокомбината (Томская область). С 1956 г. начальник Томгосрыбтреста (Томск).
В 1959—1960 гг. начальник Управления тралового флота Сахалинрыбпрома. В 1960—1961 гг. начальник Сахалинрыбпрома. В 1961—1962 гг. зам. начальника, с 1962 г. начальник ГУ «Дальрыба» (крупнейшая в СССР рыбохозяйственная организация — Главное управление рыбной промышленности Дальневосточного бассейна).
В 1963 г. избран депутатом Верховного Совета РСФСР.
Награждён 2 орденами Ленина (23.08.1943, 1962), орденом Отечественной войны 2 ст., медалью «За победу над Японией» и именным оружием.
Похоронен на Мемориальном комплексе Морского кладбища Владивостока. После смерти Ш. Г. Надибаидзе рыбокомбинат «Тафуин» был переименован в рыбокомбинат «имени Ш. Г. Надибаидзе». В его честь названы улицы в Первомайском районе Владивостока и в поселке Ливадия. По заказу Советского Союза судостроителями Японии была построена крупнотоннажная плавучая база «Шалва Надибаидзе» — она впервые зашла в бухту Золотого Рога в 1966 году, став флагманом Владивостокской базы тралового и рефрижераторного флота. В 2020 году во Владивостоке открыли сквер им. Ш.Надибаидзе.
Личные вещи, награды и документы были переданы семьей на хранение в Музей истории Дальнего Востока им. Арсеньева во Владивостоке.
Семья: жена Ольга Степановна, три дочери и два сына.